# Ernesto Basile
Ernesto Basile (n. 31 ianuarie 1857, Palermo - d. 26 august 1932, Palermo) a fost un arhitect, decorator de interioare și pedagog italian, exponent al modernismului, cunoscut pentru realizarea unor clădiri în stilurile arhitecturale de Art Nouveau, și ulterior, de Art Deco.
Basile a devenit cunoscut mai ales pentru stilul său unic de fuziune a variate elemente antice, medievale și moderne.  Este considerat unul din pionierii curentului artistic Art Nouveau în Italia. 